# 池越忠
池越忠（1968年—1983年12月10日），乳名三毛，山西太原人。1983年12月9日因在迎泽公园跳入冰冷的迎泽湖中救助两名不慎落水的小学生而不幸遇难，年仅15岁。

## 事迹
1983年12月9日下午3时许，大营盘小学的4个十来岁的学生来到迎泽胡跺冰捉鱼，其中两个孩子走到离岸3米多的冰层时由于冰面破裂不慎落水。岸边另外两人见此状况呼救，池越忠正好路过，试图营救落水的两个小学生，却也不慎落水。
几名游人和公园工人组成了营救队伍，他们几经周折把池越忠和落水的两名小学生拖上岸，并在第一时间把他们送到了医院。由于池越忠身体瘦弱加之泡在冰冷的湖水中时间过长，最终医治无效于12月10日5点42分去世，年仅15岁。

## 荣誉
1983年12月11日，共青团太原市委、太原市教育局追授池越忠为“市三好学生”和优秀共青团员。
1984年，共青团太原市委根据池越忠生前志愿，追认她为中国共产主义青年团团员；山西省人民政府批准她为革命烈士；太原市青少年捐款在迎泽公园为她立碑塑像。池越忠和刘胡兰是中华人民共和国竖碑年龄最小的烈士。

## 后续
获救的两名小学生的其中一人为当时年仅10岁的余斌，在当年接受采访时，其为表达感激之情曾说出“以后一定向池越忠姐姐学习，长大后做一个对社会有用的人”。在落水事件后，余斌的家人深怕孩子再受半点伤害，所以对其格外溺爱，影响了其日后的人格养成。余斌成年后参与恶势力团伙，期间参加故意伤害犯罪并致人死亡，2002年12月被判处死刑，2004年1月17日被处决。終年30歲。